# سباستيان منديز
سباستيان منديز (4 يوليو 1977 في الأرجنتين - ) (بالإسبانية: Sebastián Ariel Méndez Pardiñas)‏ هو مدرب كرة قدم ولاعب كرة قدم أرجنتيني في مركز الدفاع. شارك مع منتخب الأرجنتين لكرة القدم. أما مع النوادي، فقد لعب مع بانفيلد وسلتا فيغو وفيليز سارسفيلد ونادي سان لورينزو.

## مسيرته الكروية
لعب سباستيان منديز خلال مسيرته الاحترافية مع 4 أندية في ثمانية عشر موسمًا وسجل خلالها 5 أهداف ضمن 312 مباراة. ولم يفز بأي موسم بالكأس وفاز في أربعة مواسم بالدوري.
خاض سباستيان منديز مسيرته مع نادي فيليز سارسفيلد في موسم 1993–94 ليلعب معه تسعة مواسم، مشاركًا في 177 مباراة سجل خلالها 3 أهداف. ثم انتقل إلى نادي سيلتا فيغو في موسم 2001–02 ليلعب معه خمسة مواسم، حيث شارك في 56 مباراة ولم يسجل أي هدف. لينتقل بعدها إلى نادي سان لورينزو في موسم 2006–07 واستمر معه طيلة ثلاثة مواسم، مشاركًا في 60 مباراة سجل خلالها هدفين. ثم انتقل إلى نادي بانفيلد في موسم 2009–10 لمدة موسم واحد، مشاركًا في 19 مباراة ولم يسجل أي هدف.

## وصلات خارجية
- سباستيان منديز على موقع قاعدة بيانات كرة القدم.إي يو (الإنجليزية)
- سباستيان منديز على موقع ناشيونال فوتبول تيمز (الإنجليزية)